# Feastables
 (juillet 2024).
La mise en forme du texte ne suit pas les recommandations de Wikipédia : il faut le « wikifier ».
Les points d'amélioration suivants sont les cas les plus fréquents. Le détail des points à revoir est peut-être précisé sur la page de discussion.
- Les titres sont pré-formatés par le logiciel. Ils ne sont ni en capitales, ni en gras.
- Le texte ne doit pas être écrit en capitales (les noms de famille non plus), ni en gras, ni en italique, ni en « petit »…
- Le gras n'est utilisé que pour surligner le titre de l'article dans l'introduction, une seule fois.
- L'italique est rarement utilisé : mots en langue étrangère, titres d'œuvres, noms de bateaux, etc.
- Les citations ne sont pas en italique mais en corps de texte normal. Elles sont entourées par des guillemets français : « et ».
- Les listes à puces sont à éviter, des paragraphes rédigés étant largement préférés. Les tableaux sont à réserver à la présentation de données structurées (résultats, etc.).
- Les appels de note de bas de page (petits chiffres en exposant, introduits par l'outil «  Source ») sont à placer entre la fin de phrase et le point final[comme ça].
- Les liens internes (vers d'autres articles de Wikipédia) sont à choisir avec parcimonie. Créez des liens vers des articles approfondissant le sujet. Les termes génériques sans rapport avec le sujet sont à éviter, ainsi que les répétitions de liens vers un même terme.
- Les liens externes sont à placer uniquement dans une section « Liens externes », à la fin de l'article. Ces liens sont à choisir avec parcimonie suivant les règles définies. Si un lien sert de source à l'article, son insertion dans le texte est à faire par les notes de bas de page.
- La présentation des références doit suivre les conventions bibliographiques. Il est recommandé d'utiliser les modèles {{Ouvrage}}, {{Chapitre}}, {{Article}}, {{Lien web}} et/ou {{Bibliographie}}. Le mode d'édition visuel peut mettre en forme automatiquement les références.
- Insérer une infobox (cadre d'informations à droite) n'est pas obligatoire pour parachever la mise en page.

Pour une aide détaillée, merci de consulter Aide:Wikification.
Si vous pensez que ces points ont été résolus, vous pouvez retirer ce bandeau et améliorer la mise en forme d'un autre article.
Feastables LLC, également connue sous le nom de MrBeast Feastables, est une marque alimentaire créée par Jimmy Donaldson, connu en ligne sous le nom de MrBeast. En janvier 2022, Donaldson a annoncé la création de l'entreprise, qui s'est lancée avec sa propre marque de barres chocolatées appelées « MrBeast Bars ».

## Histoire

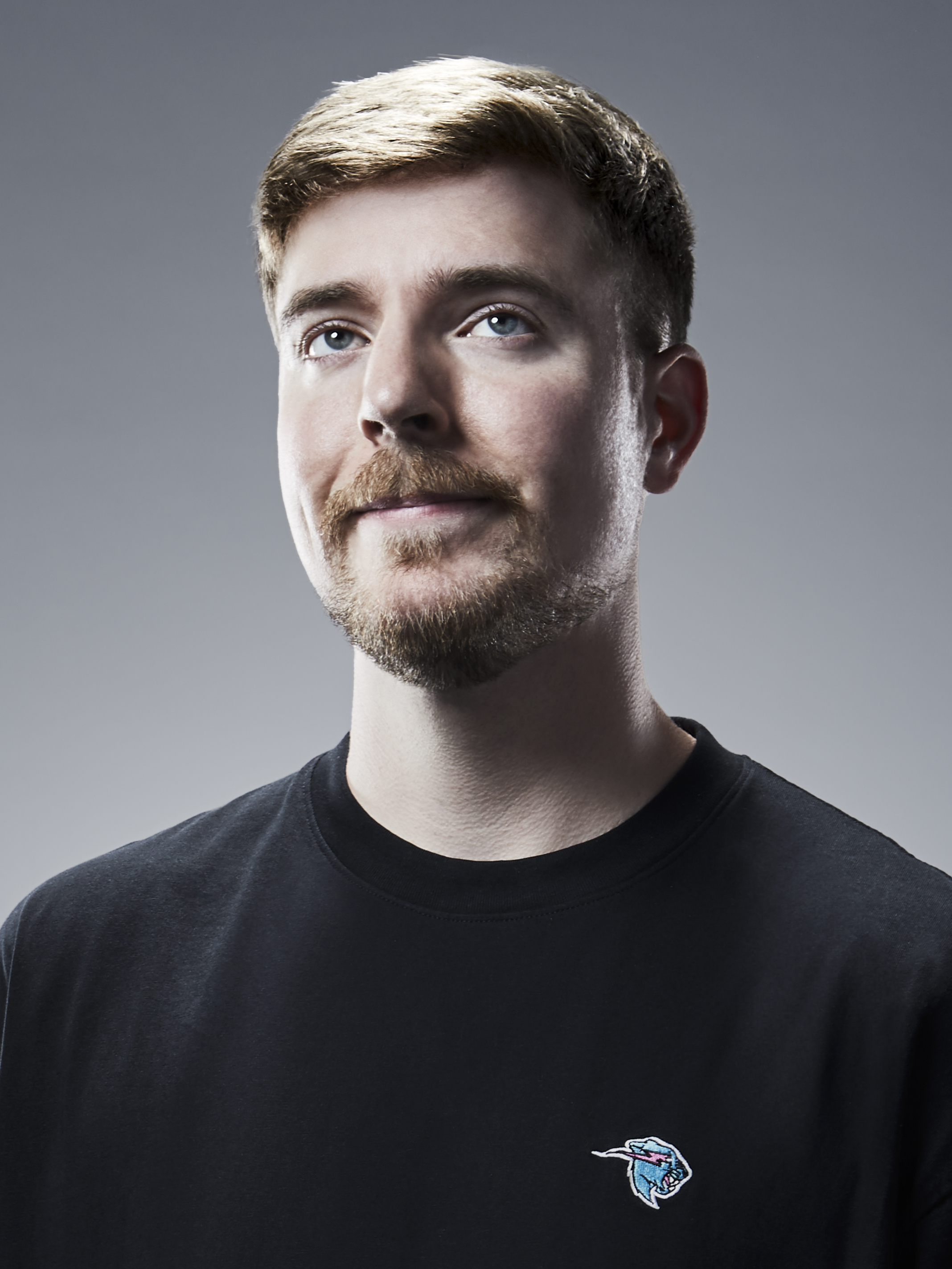
Jimmy Donaldson, fondateur de Feastables en 2023

En 2021, Jimmy Donaldson (connu sous le nom de MrBeast) a fait appel à Jim Murray, ancien président de la société de barres protéinées Rxbar, pour l'aider à créer le produit Feastables. Murray est devenu par la suite cofondateur et PDG de l'entreprise.

### Lancement et expansion
Au lancement, Feastables proposait trois saveurs de barres chocolatées : « Original », « Almond » et « Quinoa Crunch ». Le lancement s'accompagnait d'une campagne de tirage au sort avec plus d'un million de dollars de prix, dont dix gagnants du grand prix qui auraient la chance de concourir pour une chocolaterie dans une future vidéo.
La vidéo de la compétition est sortie en juin 2022, mettant en vedette Gordon Ramsay comme juge et offrant un prix en espèces de 500 000 $,. La vidéo contenait une série de défis d'élimination où le gagnant remportait la chocolaterie et faisait des apparitions des mangeurs compétitifs Matt Stonie et Joey Chestnut.

### Partenariats et croissance
Le 2 février 2022, Feastables a annoncé des partenariats avec Turtle Beach Corporation et Roccat pour offrir des prix supplémentaires lors du tirage au sort.
Feastables aurait généré 10 millions de dollars de revenus au cours de ses premiers mois d'exploitation.

### Controverses
Le 3 mars 2023, Donaldson a suscité la controverse en demandant à ses fans sur Twitter de « nettoyer la présentation » des présentoirs Feastables dans les rayons des magasins, en échange d'une participation à un tirage au sort de 5 000 $. Cette initiative a été critiquée comme une forme d'exploitation du travail des fans,.

### Nouveaux produits et expansion internationale
Le 7 avril 2023, Feastables a lancé une gamme de bonbons gommeux appelée « Karl Gummies » en collaboration avec Karl Jacobs.
Initialement disponible uniquement chez Walmart, Feastables a étendu sa distribution à plusieurs chaînes de magasins aux États-Unis, notamment 7-Eleven, Albertsons, Target, et d'autres.
En juillet 2023, Feastables s'est lancé au Royaume-Uni dans les magasins Asda et SPAR[réf. nécessaire]. L'expansion s'est poursuivie en Australie et en Nouvelle-Zélande en septembre 2023, avec une disponibilité dans les supermarchés Woolworths et Countdown,. En 2025, les Feastables sont lancés en France dans les grandes surfaces Carrefour et les supermarchés Match. Plus tard, elles deviennent aussi disponibles dans les magasins Action.

### Nouvelles formules et promotions
Le 10 février 2024, MrBeast a annoncé le lancement de nouvelles barres chocolatées Feastables avec une formule améliorée, plus laiteuse et crémeuse[réf. nécessaire]. Pour promouvoir ces nouveaux produits, un concours offrant 10 000 $ par jour pendant 30 jours consécutifs a été organisé à partir du 17 février[réf. nécessaire].

## Produits
- Karl Gummies
- Sour Blue Raspberry Gummies[16]
- Sour Green Apple Gummies[16]
- Peanut Butter Chocolate Chip Cookies
- Chocolate Chip Cookies[17]
- Corpse Cookies and Creme Chocolate[18]

### Les barres chocolatées
- Peanut Butter[17]
- Almond[19]
- Milk Crunch[20]
- Milk Chocolate[21]
- Dark Chocolate Sea Salt
- Dark Chocolate
- Peanut Butter Crunch